# ناحیه شوپرون
ناحیهٔ شوپرون (به مجاری: Soproni járás) یک ناحیه در مجارستان است که در دیور-موشون-شوپرون واقع شده‌است. ناحیهٔ شوپرون ۸۶۷٫۷۵ کیلومتر مربع مساحت و ۹۸٬۸۴۱ نفر جمعیت دارد.